# Angelo Scuri
Angelo Scuri est un fleurettiste italien né le 24 décembre 1959 à Florence.

## Carrière
Angelo Scuri participe à l'épreuve de fleuret par équipe lors des Jeux olympiques d'été de 1984 à Los Angeles et remporte avec ses partenaires italiens Mauro Numa, Andrea Borella, Andrea Cipressa et Stefano Cerioni la médaille d'or.